# I Can't Understand What My Husband Is Saying
I Can't Understand What My Husband Is Saying (旦那が何を言っているかわからない件?, Danna ga nani o itteiru ka wakaranai ken, lett. "Non capisco cosa stia dicendo mio marito") è un manga yonkoma scritto e disegnato da Cool-kyō Shinja. La serializzazione è iniziata nel 2011 e i capitoli sono stati pubblicati da Ichijinsha prima in versione digitale e poi cartacea. Un adattamento anime, prodotto da Dream Creation e realizzato da Seven, è stato trasmesso in Giappone in due stagioni tra il 2 ottobre 2014 e il 25 giugno 2015.

## Trama
La serie è incentrata sulle vicende quotidiane di Kaoru, una donna che ogni giorno lavora duramente in ufficio, e suo marito Hajime, un otaku che trascorre le giornate a casa su Internet.

## Personaggi

Hajime rivolto verso Kaoru in modalità moe

Kaoru (カオル?)
Doppiata da: Yukari Tamura
La moglie di Hajime. È una donna di venticinque anni che ogni giorno mette tutta se stessa nel suo lavoro in ufficio e che, nonostante abbia un marito fuori dal comune, accetta di buon grado il suo essere otaku.
Hajime (ハジメ?)
Doppiato da: Kenichi Suzumura
Il marito di Kaoru. È un otaku di ventitré anni che trascorre le sue giornate su Internet come blogger e che più tardi inizia a lavorare come web designer.
Mayotama (マヨタマ?)
Doppiato da: Sayaka Horino
Il fratello crossdresser di Hajime. È un giovane artista ed autore di manga dotato di un senso dell'umorismo un po' perverso.
Miki (三木?)
Doppiato da: Kaori Shimizu
Un appassionato di manga, nonché il direttore di una società di inserimento dati. Si prende una cotta per Mayotama, senza rendersi conto che egli è in realtà un maschio.
Rino Juse (樹瀬リノ?)
Doppiata da: Rie Kugimiya
Una grande amica di Kaoru sin dai tempi delle scuole superiori.

## Media

### Manga
Il manga, scritto e disegnato da Cool-kyō Shinja, è prima distribuito online e poi in versione cartacea da Ichijinsha. Il primo volume tankōbon è stato pubblicato il 27 dicembre 2011 e al 4 agosto 2015 ne sono stati messi in vendita in tutto cinque.

#### Volumi
| Nº | Data di prima pubblicazione | Data di prima pubblicazione | Data di prima pubblicazione |
| Nº | Giapponese                  | Giapponese                  |                             |
| -- | --------------------------- | --------------------------- | --------------------------- |
| 1  | 27 dicembre 2011            | ISBN 978-4-7580-1261-4      |                             |
| 2  | 13 luglio 2012              | ISBN 978-4-7580-1278-2      |                             |
| 3  | 27 febbraio 2013            | ISBN 978-4-7580-1305-5      |                             |
| 4  | 27 giugno 2014              | ISBN 978-4-7580-1372-7      |                             |
| 5  | 4 agosto 2015               | ISBN 978-4-7580-1445-8      |                             |

### Anime
La serie televisiva anime di tredici episodi, prodotta dalla Dream Creation ed animata dallo studio Seven, è andata in onda sulle televisioni giapponesi dal 2 ottobre al 25 dicembre 2014. Il soggetto è stato scritto dal regista Shinpei Nagai, mentre il character design è stato sviluppato da Ryūichi Baba. Una seconda stagione, annunciata nel tredicesimo e ultimo episodio della prima serie e intitolata I Can't Understand What My Husband Is Saying: 2nd Thread (旦那が何を言っているかわからない件 2スレ目?, Danna ga nani o itteiru ka wakaranai ken 2 sure-me), è stata trasmessa tra il 2 aprile e il 25 giugno 2015. In varie parti del mondo, tra cui l'Italia, gli episodi di entrambe le stagioni sono stati trasmessi in streaming, in contemporanea col Giappone, da Crunchyroll.

#### Episodi

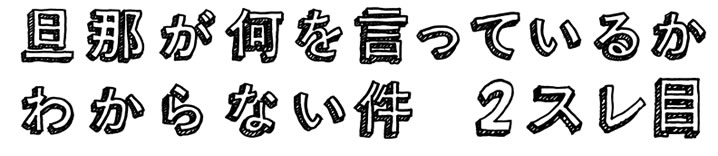
Logo della seconda stagione

| Nº  | Titolo italiano Giapponese 「Kanji」 - Rōmaji | In onda          | In onda |
| Nº  | Titolo italiano Giapponese 「Kanji」 - Rōmaji | Giapponese       |         |
| #1  | Come approccio gli hobby che non capisco 「合わない趣味とハマったソリ」 - Awanai shumi to hamatta sori                                                                                           | 2 ottobre 2014   |         |
| #2  | Sorvolando su genere e sangue. Vieni avanti, otokonoko 「性別を超え血を超え出でよ男の娘」 - Seibetsu o koe chi o koe dedeyo otoko no musume                                                      | 9 ottobre 2014   |         |
| #3  | Mio fratello otaku non può avere così pochi amici (etc.) 「オタクの俺の弟がこんなに友達が少ない訳が(ry」 - Otaku no ore no otōto ga konnani tomodachi ga sukunai wake ga (ry                     | 16 ottobre 2014  |         |
| #4  | Mio marito lavora principalmente nel business della sorveglianza annuale domestica 「旦那はたまに警備職に年中無休で就いております」 - Danna wa tamani keibi-shoku ni nenjūmukyū de tsuiteorimasu | 23 ottobre 2014  |         |
| #5  | Demone dell'alcol 「ドランカーデビル」 - Dorankā debiru | 30 ottobre 2014  |         |
| #6  | Mai attraversare un ponte fin quando non ci arrivi 「ネバークロスアブリッジティルユーカムトゥイット」 - Nebā kurosu a burijji tiru yū kamu tu itto                                               | 6 novembre 2014  |         |
| #7  | Cosa accade quando volto le spalle alla vita a cui ero abituata e comincio a correre 「歩きなれた道に背を向けて走ってみた結果」 - Arukinareta michi ni se o mukete hashittemita kekka            | 13 novembre 2014 |         |
| #8  | Diventerò un golfista professionista 「プロゴルファーなる」 - Puro gorufā naru | 20 novembre 2014 |         |
| #9  | Spalmare miele sui migliori pancake mai cucinati 「極上のパンケーキにハチミツをぶちまける行為」 - Gokujō no pankēki ni hachimitsu o buchimakeru kōi                                              | 27 novembre 2014 |         |
| #10 | Il bambino così vicino ma così lontano 「極めて近く、限りなく遠い子供」 - Kiwamete chikaku, kagirinaku tōi kodomo                                                                                | 4 dicembre 2014  |         |
| #11 | Una persona sopravvissuta da sola 「人が一人で生きてきて」 - Hito ga hitori de ikite kite | 11 dicembre 2014 |         |
| #12 | Giorno del saggio sulla fusione 「融合賢者の日」 - Yūgōkenja no hi | 18 dicembre 2014 |         |
| #13 | Io, lei ed il nuovo arrivato 「僕と彼女ともう一人」 - Boku to kanojo to mōhitori | 25 dicembre 2014 |         |

Seconda stagione
| Nº         | Titolo italiano Giapponese 「Kanji」 - Rōmaji                                                                      | In onda        | In onda |
| Nº         | Titolo italiano Giapponese 「Kanji」 - Rōmaji                                                                      | Giapponese     |         |
| #1 (7.5)   | Ricordi confusi 「思い出うごうご」 - Omoide ugougo                                                                 | 2 aprile 2015  |         |
| #2 (9.5)   | Aggiustare il tiro 「スナイプベター」 - Sunaipu Betā                                                               | 9 aprile 2015  |         |
| #3 (8.5)   | Marito e moglie XXX 「妻と夫の×××」 - Tsuma to otto ×××                                                            | 16 aprile 2015 |         |
| #4 (11.5)  | Disegno solo come mi pare 「俺はフリーでしか描かない」 - Ore wa furī de shika egakanai                             | 23 aprile 2015 |         |
| #5 (12.5)  | Portami al ryokan 「私を旅館につれてって」 - Watashi o ryokan ni tsurete tte                                       | 30 aprile 2015 |         |
| #6 (-108)  | Fidanzata senza pepe 「さび抜きカノジョ」 - Sabi nuki kanojo                                                       | 7 maggio 2015  |         |
| #7 (12.8)  | Kaoru e suo marito 「カオルと旦那」 - Kaoru to dan'na                                                              | 14 maggio 2015 |         |
| #8 (-555)  | L'esplosiva apparizione di Mayotama 「マヨタマ爆誕」 - Mayotama bakutan                                            | 21 maggio 2015 |         |
| #9 (3.5)   | Ho espresso un desiderio, si è avverato, e ora sono nei guai! 「望んで叶って怒られて」 - Nozonde kanatte okorarete | 28 maggio 2015 |         |
| #10 (10.5) | Uniti dal fato. 「フールフーフ」 - Fūrufūfu                                                                        | 4 giugno 2015  |         |
| #11 (14)   | Il peso dei valori ed il valore del peso 「価値の重さと重さの価値」 - Kachi no omosa to omosa no kachi             | 11 giugno 2015 |         |
| #12 (15)   | Baby Skip Beat 「ベイビースキップビート」 - Beibī sukippu bīto                                                     | 18 giugno 2015 |         |
| #13 (16)   | happy days 「happy days」                                                                                          | 25 giugno 2015 |         |